# Victoria (Brașov)
Victoria (in ungherese Viktóriaváros, in tedesco Viktoriastadt) è una città della Romania di 3457 abitanti, ubicata nel distretto di Brașov, nella regione storica della Transilvania.

## Storia
La città è di fondazione recente, essendo nata nel 1948 a seguito dello sviluppo nella zona di un grande stabilimento chimico. Nei primi anni ha avuto diverse denominazioni: prima Ucea Fabricii, quindi Ucea Colonie, poi Ucea Roșie; ha assunto infine la denominazione Victoria nel 1954.

## Economia
Dal punto di vista economico, ovviamente l'impianto chimico è sempre stato l'attività predominante: esso fu costruito e condotto dai cecoslovacchi nel 1937 e funzionò anche durante la Seconda guerra mondiale con conduzione tedesca. Alla fine della guerra, l'azienda venne statalizzata ed era a conduzione mista sovietico-romena con il nome Sovrom-Chim, poi Combinatul Chimic «I. V. Stalin», che divenne Combinatul Chimic «Victoria» dopo la destalinizzazione. Diviso in due diverse società dopo la fine del regime comunista, l'impianto è tuttora funzionante, mentre nel 1995 sono state poste le basi per la realizzazione di un nuovo grande impianto chimico, con capitali romeni ed americani, destinato a sostituirlo.

## Amministrazione

### Gemellaggi
- Chevilly-Larue, Francia, 1994;
- Doorn, Paesi Bassi, novembre 2005;
- Lariano, Italia, aprile 2007.